# NLE Choppa
Bryson Lashun Potts (Memphis, Tennessee, SAD, 1. studenog 2002.), poznatiji pod umjetničkim imenom NLE Choppa, američki je reper i tekstopisac. 
Proslavio se singlom "Camelot" u 2019., koji je RIAA certificirala platinastim te se našao u prvih 40 na Billboardovoj Hot 100 ljestvici. Njegov debitantski EP, Cottonwood, također je objavljen 2019. godine.
U 2020. objavio je svoj debitantski studijski album Top Shotta, a koji je dospio u prvih deset na Billboard 200 u SAD-u i uključivao singlove "Camelot" i "Walk Em Down", koji su oboje dostigli prvih 40 na Hot 100. Njegov debitantski miksani album, From Dark to Light, objavljen je 2020. Njegov drugi album, Me vs. Me, objavljen je u siječnju 2022.

## Rani život
Rođen kao Bryson Lashun Potts 1. studenog 2002. u obitelji oca Afroamerikanca i majke Jamajčanke. Odrastao je u jugoistočnom dijelu Memphisa, Tennessee, u području Parkway Villagea. Pohađao je srednju školu Cordova gdje je igrao košarku. Počeo se baviti freestyleom s prijateljima iz djetinjstva u dobi od 15 godina, a glazbom ozbiljnije u 16. godini.

## Karijera

### 2018.–2019.: Počeci, proboj umainstream, diskografski ugovor teCottonwood
Menadžerica NLE Choppe je njegova majka, Angela Potts, koja ga vodi od kada se počeo zanimati za rap glazbu. Objavio je svoju prvu pjesmu, "No Love Anthem" u ožujku 2018. pod imenom YNR Choppa. Dana 22. srpnja objavio je svoj debitantski miksani album, No Love the Takeover. U prosincu se pojavio na "No Chorus Pt . 3", pjesmi u stilu cyphera njegovog kolektiva Shotta Fam. Njegov uvodni stih i plesni pokreti u pratećem glazbenom videu istaknuli su ga među grupom, donijevši mu internetsku pozornost. 
Nakon naglog porasta popularnosti, izdao je svoj do sada najuspješniji singl "Shotta Flow". Video je u mjesec dana dosegao 10 milijuna pregleda. Nekoliko dana nakon objavljivanja, Pitchfork je istaknuo pjesmu kao svoju pjesmu dana, hvaleći njegovu energičnu izvedbu i dodajući da "on izvodi novi plesni pokret svaki put kad ga kamera skrene". Pjesma je ušla na Billboard Hot 100 u svibnju 2019., debitirajući na 96. mjestu. Kasnije je došla do 36. mjesta. Službeni remiks, koji uključuje losanđeleškog repera Bluefacea i glazbeni video u režiji Colea Bennetta, objavljen je u lipnju, ubrzo nakon što je originalna pjesma dobila platinasti certifikat od strane RIAA-e. 
U veljači je objavio nastavak pjesme, "Shotta Flow 2". Video je dobio 20 milijuna pregleda u roku od dva mjeseca, što je natjeralo Carla Lamarrea iz Billboarda da kaže kako je njegova "nedavna dominacija ušutkala sve klevetnike". Otprilike u to vrijeme objavljeno je da je Choppa izazvao "licitacijski" rat između nekolicine vrhunskih diskografskih kuća, s ponudama koje su dosegle prijavljenih 3 milijuna dolara. Odbio je ponude od Republic Recordsa, Interscopea i Carolinea, međutim, da bi umjesto toga potpisao ugovor s nezavisnom distributerskom tvrtkom, UnitedMasters uključujući Neo Lechwenyja, odgodivši svoje glavne snimke i objavljivanje. U ožujku je objavio novi singl pod nazivom "Capo", a glazbeni video debitirao je na Worldstarhiphopu. Također u ožujku, pojavio se u pjesmi Birdmana i Juvenilea "Dreams".  U travnju 2019. NLE je objavio još jedan singl pod nazivom "Birdboy", u produkciji SGULL-a.
U svibnju je Choppa objavio novi singl, "Blocc Is Hot", u produkciji ATL Jacoba.  Napravljen je kao posveta njegovom omiljenom reperu iz djetinjstva, Lil Wayneu. Nekoliko dana kasnije debitirao je na glazbenom festivalu nastupom na Beale Street Music Festivalu u Memphisu. Bob Mehr iz The Commercial Appeala pohvalio je njegov čin, rekavši kako je "puno učinio da iskoristi priliku biti na velikoj pozornici u svom rodnom gradu" i da će "u njegovoj karijeri vjerojatno biti još mnogo nezaboravnih trenutaka u Memphisu". 14. lipnja 2019. objavio je singl "Free YoungBoy", u produkciji CashMoneyAP-a. Glazbeni video imao je preko 19 milijuna pregleda na YouTubeu. Naslov ove pjesme je referenca na repera YoungBoy Never Broke Againa, koji je uhićen zbog pucnjave i zato što je prekršio uvjetnu slobodu. Ova je pjesma bila prvo izdanje njegove vlastite etikete pod No Love Entertainmentom (NLE), koju je pokrenuo u suradnji s Warner Recordsom. Prema časopisu Billboard, No Love Entertainment je trebao objaviti novu glazbu od NLE-a. Dana 13. rujna 2019., NLE Choppa objavio je novi singl pod nazivom "Camelot".  Pjesma je dosegla 37. mjesto u SAD-u, postavši njegov drugi "Top 40 hit", nakon "Shotta Flow". 
20. prosinca 2019. NLE Choppa objavio je njegovu debitantski EP pod naslovom Cottonwood. EP, nazvan po području u kojem je odrastao, sadrži prethodno objavljene singlove "Side" i njegov mega hit "Shotta Flow" s remiksom s Bluefaceom. Na EP-u je i suradnja s Meek Millom. Uz izlazak Cottonwooda , isti je dan objavljen i istoimeni kratki film. Najavio je i vjenčanje 24. srpnja 2023. s Coco, tadašnjom djevojkom. Uz to je najavio da će napraviti novu pjesmu o njoj koja bi trebala izaći u nekoliko tjedana.

### 2020.:Top Shotta,From Dark to Light(hrv.Iz Tame u Svjetlo)
Debitantski studijski album NLE Choppa, Top Shotta, prvobitno je trebao biti objavljen početkom 2020. te mu je prethodilo više singlova.  Pojavio se u pjesmi "Message" Kinga Vona s njegovog albuma Levon James. 19. ožujka objavio je vodeći singl s albuma "Walk Em Down" s Roddyjem Ricchom. 12. lipnja 2020. objavio je "Shotta Flow 5", četvrti nastavak njegovog singla "Shotta Flow" iz 2019. Singl "Narrow Road" s Lil Babyem objavljen je 30. srpnja. Album je objavio tjedan dana kasnije, 7. kolovoza. 11. kolovoza 2020. NLE Choppa je bio uključen u XXL-ov "razred brucoša" za 2020.  5. rujna Choppa je obećao da će prestati repati o nasilju, rekavši da ima "još o čemu razgovarati i da želi širiti pozitivnost i probuditi ljude". 15. listopada najavio je novi projekt pod nazivom From Dark to Light, koji je objavljen 1. studenog, na njegov 18. rođendan. 23. listopada, NLE je objavio glazbeni video za njegovu pjesmu "Narrow Road" s Lil Babyem. Glazbeni spot do sada ima preko 30 milijuna pregleda na YouTubeu. 

### 2021.–danas:Me vs. Me(hrv.Ja protiv Mene)
Choppa je prethodno pustio snimak "Shotta Flow 6" i "Walk Em Down 2" s Lil Durkom putem Twittera. Potonji je uključen u njegov treći miksani album, Me vs. Me, koji je objavljen 28. siječnja 2022. Sastoji se od 16 pjesama i uključuje gostovanja Young Thuga, Polo G-ja, G Herba i Moneybagg Yo-a.  "Shotta Flow 6" je objavljen 28. siječnja 2022., s pratećim glazbenim videom. To je prvi singl s albuma Me vs. Me te šesti nastavak u serijalu "Shotta Flow".

## Glazbeni stil i uzori
NLE Choppa poznat je po svojim "animiranim vokalima" i energičnom stilu repanju te agresivnim tonovima, koji su posebno uočljivi na njegovom najpoznatijem singlu "Shotta Flow". Njegov zvuk je također opisan kao "melodičan", lako "pogađajući". Jessica McKinney iz magazina Complex izjavila je da on obično ima "divlje i razurlane" tekstove. Kao dijete slušao je UGK i Lil Waynea, no prisjeća se da je slušao i puno underground glazbe iz svog rodnog grada.

## Osobni život
20. lipnja 2020. NLE Choppa dobio je svoje prvo dijete, kćer. Rekao je: "Znao sam da se moram promijeniti i biti bolja osoba za svoju kćer".
U kolovozu 2020. Choppa je pokrenuo YouTube kanal pod nazivom "Awekened Choppa", gdje objavljuje videozapise vezane za svoj holizam i zdraviji stil života, koji uključuju i veganstvo te vrtlarstvo.
Tijekom nepoznatog vremena, služio je kaznu u maloljetničkom domu i rekao je da ga je vrijeme tamo potaklo da popravi svoje ponašanje. U epizodi svoje YouTube serije The Rise of NLE Choppa rekao je da mu je boravak u zatvoru pomogao i "otvorio oči".
29. ožujka 2021. bio je uhićen zbog optužbi za provalu, drogu i oružje. Zbog toga je objavio freestyle pod nazivom "First Day Out".
3. svibnja 2021. on i njegovi suradnici sudjelovali su u tučnjavi u Santa Monici u Kaliforniji.
Tvrdio je da je pomogao izliječiti rak jedne djevojčice, unatoč tome što nije bilo dokaza koji bi to poduprli.
6. ožujka 2022. objavio je da su on i njegova tadašnja djevojka, Marissa Da'Nae, izgubili nerođenog sina "Seven" zbog spontanog pobačaja.

## Diskografija

### Studijski albumi
- Top Shotta (2020.)
- Me vs. Me (2022.)

## Vanjske poveznice
- Službena stranica
- YouTube kanal